# Саховат (Фархорський район)
Сахова́т (тадж. Саховат) — село у складі Хатлонської області Таджикистану. Входить до складу Зафарського джамоату Фархорського району.
Назва означає щедрість. Колишня назва — Каракчі, сучасна назва — з 29 березня 2012 року.
Населення — 1582 особи (2010; 1668 в 2009).